# Wilhelm Oberdörffer
Wilhelm Oberdörffer (* 14. April 1886 in Hamburg; † 16. Mai 1965 ebenda) war ein deutscher Oberschulrat.

## Leben und Wirken
Wilhelm Oberdörffer war der Sohn eines Tonkünstlers. Er studierte von 1904 bis 1908 Philosophie und Geschichte an Universitäten in Berlin, Freiburg und Kiel. Von 1912 bis 1921 unterrichtete er als Oberlehrer am Heinrich-Hertz-Realgymnasium in seiner Geburtsstadt. Danach erhielt er einen Ruf als Hilfsreferent der Oberschulbehörde, wo er 1925 zum Oberschulrat befördert wurde. Er übernahm damit die Aufsicht über höhere Schulen und Privatschulen. Als Referent für das deutsche Auslandsschulwesen übte er darüber hinaus die Oberaufsicht über dort abgehaltene Reifeprüfungen aus.
Vor der Zeit des Nationalsozialismus gehörte Oberdörffer der DVP an. Daher konnte er nach der Machtergreifung im Amt bleiben. 1933 trat er in die NSDAP ein. Oberdörffer widersprach den Leitlinien der neuen Bildungspolitik nicht und zeigte sich als loyaler Beamter. Gleichzeitig versuchte er, Personen beizustehen, die unter der Personalpolitik der Nationalsozialisten leiden mussten. Er setzte sich erfolglos für Ludwig Doermer ein, der sein Amt als Landesschulrat hatte abgeben müssen und verhalf dem jüdischen Professor Ernst Friedländer zu einer Stelle im Auslandsdienst. Bis 1939/40 nutzte er persönliche Bekanntschaften, um noch vorhandenen Privatschulen und jüdischen Bildungseinrichtungen zu helfen.
Am 12. September 1940 beantragte Oberdörffer überraschend die Entlassung aus dem Staatsdienst. Zeitgleich trat er aus der NSDAP aus. Als Grund gab er an, dass er im Rahmen der verpflichtenden Ahnenforschung festgestellt habe, eine jüdische Urgroßmutter gehabt zu haben. Ein Vorgesetzter aller Lehrer an höheren Schulen müsse „vorbehaltlos und uneingeschränkt“ allen Anforderungen genügen, die an NSDAP-Mitglieder gestellt würden, so der Pädagoge. Es handelte sich hierbei vermutlich um einen vorgeschobenen Kündigungsgrund. Ausschlaggebend für Amtsniederlegung und Parteiaustritt war für ihn vermutlich, dass er es nicht für möglich hielt, im Amt weiterhin human agieren zu können.
Von 1940 bis 1950 leitete Oberdörffer die Personalabteilung der Reemtsma Cigarettenfabriken. Zwischenzeitlich wurde er kurz erneut in der Schulverwaltung tätig: Im Auftrag der Militärregierung unter Bürgermeister Rudolf Petersen übernahm er Mitte Mai 1945 die vorläufige Verwaltung des gesamten Schulwesens in Hamburg. Nach 14-tägiger Dienstzeit erhielt Schulsenator Heinrich Landahl den Posten. Gründe für die Absetzung waren vermutlich, dass Oberdörffer früh in die NSDAP eingetreten war und auch der DVP angehört hatte. Er beriet die Schulverwaltung in der Folgezeit, das Hamburger Schulwesen wieder aufzubauen, nahm jedoch keine offiziellen Funktionen mehr wahr.
Oberdörffer engagierte sich lebenslang in mehreren Organisationen. Er beteiligte sich an der Arbeit der Patriotischen Gesellschaft, im Beirat der Hochschule und im Überseeclub, dessen Überseetage er gestaltete. Er führte die Geschäfte des Kuratoriums für den Wiederaufbau der Hamburgischen Staatsoper, der von 1953 bis 1955 stattfand. Außerdem amtierte er als Geschäftsführer der Stiftung der Förderung der Hamburgischen Staatsoper. Daraus entstand 1966 der jährlich an begabte Musiker und Balletttänzer verliehene Wilhelm-Oberdörffer-Preis.
Wilhelm Oberdörffer ruht in der Familiengrabstätte auf dem Friedhof Ohlsdorf. Sie liegt im Planquadrat AB 28, südöstlich von Kapelle 6.